# Euselasia phelina
Euselasia phelina is een vlindersoort uit de familie van de prachtvlinders (Riodinidae), onderfamilie Euselasiinae.
Euselasia phelina werd in 1878 beschreven door H. Druce.